# Tragedia a Oxford
Tragedia a Oxford (in inglese An Oxford Tragedy) è un romanzo giallo di John Cecil Masterman del 1933.
È il primo degli unici due romanzi gialli scritti da Masterman: il secondo è Il caso dei quattro amici (The Case of the Four Friends) pubblicato nel 1957. In entrambi i romanzi il protagonista è Ernst Brendel, avvocato e docente austriaco con la passione per le indagini.

## Trama
Il romanzo è ambientato nell'immaginario St Thomas College ad Oxford. Dopo una piacevole serata passata dai professori dell'istituto davanti a un caminetto caldo a fumare sigari e sorseggiare brandy, uno di questi, il professor Shirley si allontana dai suoi colleghi per andare nella stanza del preside Hargreaves dove subito dopo verrà trovato morto.
Le indagini vengono affidate al metodico ispettore Cotter di Scotland Yard, ma sarà l'avvocato viennese Ernst Brendel a risolvere il caso e a scoprire la verità nascosta dietro questo delitto. Ad aiutarlo nelle indagini c'è il Tutore Anziano dell'università Sir Francis Winn, voce narrante di questo romanzo. Il detective austriaco mostra le sue doti investigative che sono diverse da quelle dei consueti detective, e basate sullo studio delle passioni umane che si celano dietro ogni delitto.